# Thu nhập bình quân đầu người

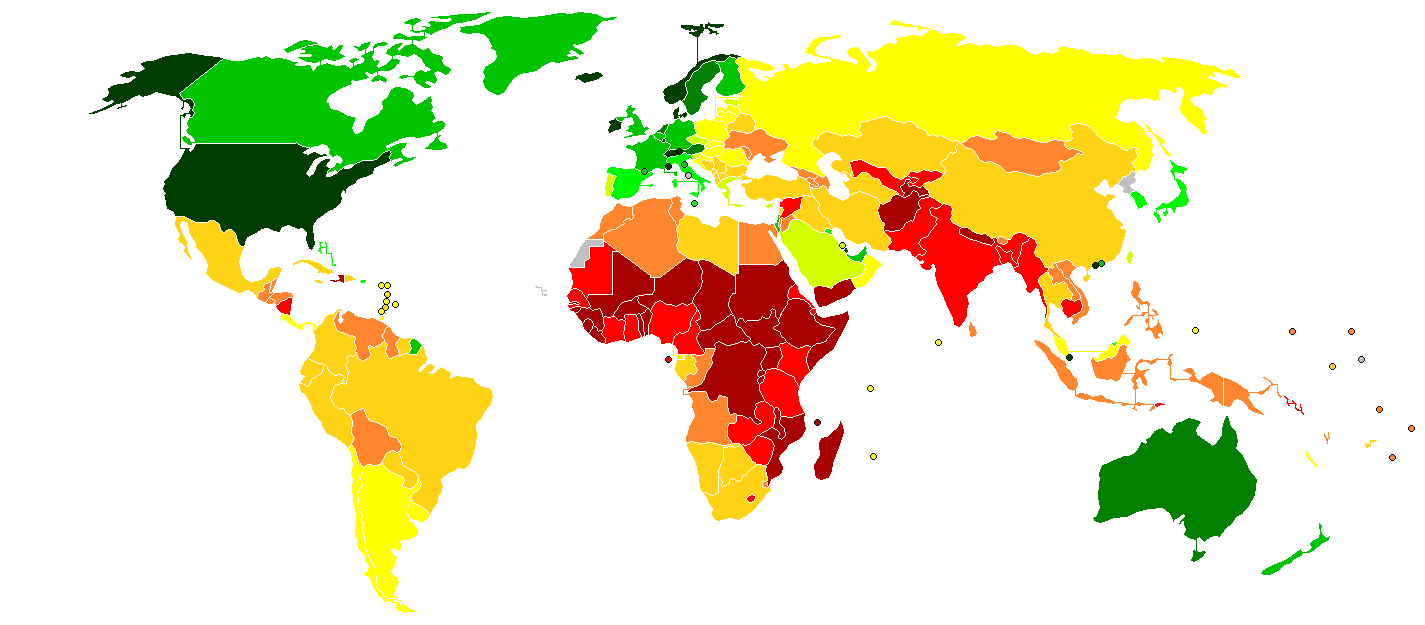
2018

Thu nhập bình quân đầu người của một nhóm người có thể nghĩa là tổng thu nhập cá nhân chia tổng dân số. Thường tính thu nhập trên đầu người dùng đơn vị tiền tệ hàng năm.